# Ali Pashë Gucia
Ali Shabanagaj mer känd som Ali Pashë Gucia, född 1828 i Gusinje i Osmanska riket, död 1885 i Peja i Osmanska riket, var en albansk politiker, frihetskämpe och medlem i Prizrenförbundet.

## Biografi
Ali föddes i Gusinje i dåvarande Osmanska riket, nuvarande Montenegro. Han var son till politikern och landägaren Hasan eller Hysen Bej Shabanagaj. Han studerade i en turkisk skola i Peja och senare i den osmanska militärskolan i Istanbul. 1845 ersatte han sin far som Kaymakam (guvernör) av Gucia. På 1860-talet deltog han med de albanska stammarna från norra Albanien i ett uppror mot osmanerna som ville införa Tanzimat-reformerna, vilket gjorde att hans privilegierade status minskades.

## Prizrenförbundet
1878 efter att Berlinkongressen bestämt sig för att ge de albanskbebodda områden och den mark som Ali ägde till Kungariket Montenegro, grundade han tillsammans med flera intellektuella albaner Prizrenförbundet och blev därefter befälhavare för de albanska styrkorna i Plav och Gusinjeregionen. Han var befälhavare för de albanska trupperna i Slaget vid Novšiće mot den montenegrinska armén. Han bekämpade även den osmanska krigsmaktens närvaro i det etniskt albanskbebodda området. Han tillfångatogs av de osmanska myndigheterna men gavs amnesti och blev guvernör för sandjaken Peja (vilket inkluderade staden Peja, som numera ligger i Kosovo). 1888 mördades han vid kanjonen Rugova.